# Asemonea liberiensis
Espèce
Asemonea liberiensis est une espèce d'araignées aranéomorphes de la famille des Salticidae.

## Distribution
Cette espèce est endémique du Liberia.

## Description
La femelle holotype mesure 4,6 mm.

## Étymologie
Son nom d'espèce, composé de liberi[a] et du suffixe latin -ensis, « qui vit dans, qui habite », lui a été donné en référence au lieu de sa découverte, le Liberia.

## Publication originale
- Wanless, 1980 : A revision of the spider genera Asemonea and Pandisus (Araneae: Salticidae). Bulletin of the British Museum of Natural History (Zool.), vol. 39, no 4, p. 213-257 (texte intégral).